# Винтрих
Винтрих (нем. Wintrich) — община в Германии, в земле Рейнланд-Пфальц. 
Входит в состав района Бернкастель-Витлих. Подчиняется управлению Бернкастель-Кюс.  Население составляет 939 человек (на 31 декабря 2010 года). Занимает площадь 17,59 км².